# Czoktawowie
Czoktawowie – grupa etniczna północnoamerykańskich Indian posługujących się językiem czoktawskim, największe wśród południowych plemion z językowej rodziny muskogejskiej. Zamieszkiwali środkowe i południowe połacie stanu Missisipi, gdzie zajmowali się uprawą ziemi. Ich nazwa pochodzi prawdopodobnie od hiszpańskiego słowa chato („płaski”), jako że spłaszczali sobie głowy.
Pierwsza znana zapiska na ich temat pochodzi od Hernando de Soto, który penetrował te tereny w 1540. Byli przyjaciółmi Francuzów, którzy później zasiedlili Luizjanę i nigdy nie weszli w konflikt z władzami Stanów Zjednoczonych. W 1835 zaczęli być przemieszczani na Terytorium Indiańskie (dzisiejsza Oklahoma), gdy oddali większość swych ziem rządowi. W Oklahomie należeli do federacji Pięciu Cywilizowanych Narodów.
Mieli charakterystyczne obyczaje pogrzebowe. Przed włożeniem kości i czaszek do skrzynek i koszy oczyszczali je dokładnie z resztek tkanki; zajmowali się tym „starcy o bardzo długich paznokciach”, którzy wyłącznie w tym celu hodowali owe paznokcie. Innym niezwykłym obyczajem było niestrzyżenie włosów przez mężczyzn, z którego to powodu sąsiednie plemiona nazywały ich niekiedy „długowłosymi”.
Używali żargonu handlowego zwanego językiem mobile lub językiem handlowym Chickasaw. Języki plemion Czoktawów i Czikasawów były ze sobą spokrewnione. Podczas I wojny światowej język mobile używany był na froncie we Francji przez amerykański wywiad. Czoktawowie obsługiwali telefony polowe, przekazując informacje we własnym języku, całkowicie niezrozumiałym dla podsłuchujących Niemców (podobnie w czasie II wojny światowej używano języka plemienia Nawahów).
Nazwę plemienia nadano hrabstwom i osadom w stanach Alabama, Missisipi i Oklahoma.